# Pivovar Nová Sladovna
Nová sladovna je minipivovar a restaurace v opavském nákupním centru Breda & Weinstein. Pivovar byl slavnostně otevřen 13. prosince 2013 a navazuje na dlouholetou tradici opavského pivovaru. Ve stálé nabídce zde zákazníci najdou tři druhy piva a výběr pivních koktejlů, při různých příležitostech jsou k dostání také speciální druhy piv.
Pivo se zde vaří výhradně z českých surovin (žateckého chmele a místní vody), bez umělých náhražek.

## Druhy piva

### Stálá nabídka
- Opavský Škopek 10°
- Opavský Zlaťák 12° – světlý
- Opavský Čert 12° – tmavý